# Nathaly Navas
Nathaly Andreína Navas Pérez là một người mẫu và chủ đề cuộc thi, sinh ra ở La Guaira, Venezuela, vào ngày 8 tháng 2 năm 1987.
Cô đã có mặt trên Elite Model Look Curaçao 2004 và Elite Model Look Shanghai 2004. Có một vai trò trong serie truyền hình Con toda el Alma ở Venezuela. Cô đại diện cho bang Delta Amacuro trong cuộc thi Hoa hậu Venezuela 2008, vào ngày 10 tháng 9 năm 2008 
Cô làm việc trong nhiều quảng cáo truyền hình như McDonald, Levi's, Panasonic, Orbit, v.v.
Navas đã tham dự cuộc thi Sambil Model / Miss Earth Venezuela 2009 vào ngày 12 tháng 6 năm 2009, tại đảo Margarita, Venezuela, khi cô giành được danh hiệu Á hậu 1.